# 三亚学院
三亚学院是位于中国海南省三亚市的民办普通高等学校，前身是海南大学三亚学院。三亚学院举办者为吉利集团，现任董事长为李书福，现任党委书记、校长为陆丹，学院以“走进校园的目的是为了更好的走向社会”为办学理念。

## 历史
2005年，学校前身海南大学三亚学院成立，属于独立学院。
2012年，经教育部批准，学校由独立学院转设为民办普通高等学校，并更名三亚学院。
2021年，三亚学院获批硕士学位授予单位。

## 现状

### 二级学院
学院下设17个二级学院，51个本科专业及专业方向。
- 艺术学院
- 财经学院
- 音乐学院
- 管理学院
- 人文学院
- 法学与社会学院
- 外国语学院
- 法学院
- 旅业管理学院
- 信息与智能工程学院
- 理工学院
- 体育学院
- 传媒与文化产业学院
- 国际酒店管理学院
- 丝路商学院
- 马克思主义学院
- 盛宝金融科技商学院

### 校园环境
东区
三亚学院东区包括书行楼、书海馆（图书馆）、书阶楼、书明楼、书味堂（东区食堂）、东区宿舍区、东区运动场、东区游泳池、白鹭苑度假酒店、高尔夫练习场、幼儿园等。
北区
三亚学院北区包括书德楼、书新楼1号楼、社科楼（书新楼2号楼）、书新楼3号楼、书山馆、书山馆临时馆（原称书海馆分馆，临时馆包括社科楼和书新楼3号楼）、北一食堂、北一宿舍区、北二食堂（落笔会所）、北二宿舍区、风雨运动场、医院等。
西区
三亚学院西区包括书新楼4号楼、书新综合楼（书新楼5号楼）、实验中心（书新楼6号楼）、商业街、北三食堂、北三宿舍区、北四食堂、北四宿舍区、西区运动场、西区游泳池等。（注：北三、四食堂，北三、四宿舍区，虽带“北”字，但区域却属西区）
南区
三亚学院南区包括书知楼、书定楼、南区食堂、南区宿舍区等。

## 相关院校
三亚理工职业学院：三亚理工职业学院和三亚学院同为吉利集团所开办的民办高校，与三亚学院同在一个校区，其院长由三亚学院执行院长兼任。三亚理工职业学院校区包括书善楼（含图书馆）、食堂、宿舍区等。